# Svenska mästerskapen i längdskidåkning 1943
Svenska mästerskapen i längdskidåkning 1943 arrangerades i Östersund.

## Medaljörer, resultat

### Herrar
| Gren              | Guld                                                            | Guld                                                            | Guld    | Silver                                                      | Silver                                                      | Silver  | Brons                                                         | Brons                                                         | Brons   |
| 15 km             | Nils Persson (Täpp)                                             | Malungs IF                                                      |         | Nils Karlsson                                               | IFK Mora                                                    |         | Rudolf Bäckström                                              | Kramfors                                                      |         |
| 30 km             | Nils Karlsson                                                   | IFK Mora                                                        |         | Carl Pahlin                                                 | Brännans IF                                                 |         | Anders Törnkvist                                              | IFK Mora                                                      |         |
| 50 km             | Nils Karlsson                                                   | IFK Mora                                                        |         | Alfred Dahlqvist                                            | Östersunds SK                                               |         | Sven Edin                                                     | IF Friska Viljor                                              |         |
| Stafett 3 x 10 km | Östersunds SK (Gunnar Wärdell, Per Andersson, Alfred Dahlqvist) | Östersunds SK (Gunnar Wärdell, Per Andersson, Alfred Dahlqvist) | 2:06:27 | IFK Mora (Gunnar Eriksson, Anders Törnkvist, Nils Karlsson) | IFK Mora (Gunnar Eriksson, Anders Törnkvist, Nils Karlsson) | 2:07:09 | IF Friska Viljor (Sven Edin, A. Danielsson, Donald Johansson) | IF Friska Viljor (Sven Edin, A. Danielsson, Donald Johansson) | 2:07:37 |
| Lagtävling 15 km  | IFK Mora                                                        | IFK Mora                                                        |         |                                                             |                                                             |         |                                                               |                                                               |         |
| Lagtävling 30 km  | IFK Mora                                                        | IFK Mora                                                        |         |                                                             |                                                             |         |                                                               |                                                               |         |
| Lagtävling 50 km  | IF Friska Viljor                                                | IF Friska Viljor                                                |         |                                                             |                                                             |         |                                                               |                                                               |         |

### Damer
| Gren             | Guld           | Guld           | Silver            | Silver | Brons         | Brons            |
| 10 km            | Maud Cederholm | Djurgårdens IF | Anna-Lisa Larsson | Kiruna | Margit Åsberg | IF Friska Viljor |
| Lagtävling 10 km | Djurgårdens IF | Djurgårdens IF |                   |        |               |                  |

### Webbkällor
- Svenska Skidförbundet